# مونتكلاير (فرجينيا)
مونتكلاير (بالإنجليزية: Montclair CDP, Virginia)‏ هي منطقة سكنية تقع بولاية فرجينيا في الولايات المتحدة. تبلغ مساحتها 16.0 كم2، وترتفع عن سطح البحر 38 م، بلغ عدد سكانها 19,570 نسمة في عام 2010 حسب إحصاء مكتب تعداد الولايات المتحدة وتصل الكثافة السكانية فيها 1,223.1 نسمة لكل كيلومتر مربع (3,167.8/ميل2).

## التركيبة السكانية
حدّد مكتب تعداد الولايات المتحدة بيانات التركيبة السكانية لمونتكلاير في تعداد الولايات المتحدة. في ما يلي، التركيبة السكانية حسب تعدادي 2000 و2010.

### تعداد عام 2000
بلغ عدد سكان مونتكلاير 15,728 نسمة بحسب تعداد عام 2000، وبلغ عدد الأسر 5,084 أسرة وعدد العائلات 4,326 عائلة مقيمة في المنطقة السكنية. في حين سجلت الكثافة السكانية 983 نسمة لكل كيلومتر مربع (2,546.0/ميل2). وبلغ عدد الوحدات السكنية 5,184 وحدة بمتوسط كثافة قدره 324 لكل كيلومتر مربع (839.2/ميل2).
وتوزع التركيب العرقي للمنطقة السكنية بنسبة 77.63% من البيض و14.71% من الأمريكيين الأفارقة و0.41% من الأمريكيين الأصليين و3.02% من الأمريكيين ذوي الأصول الآسيوية و0.20% من سكان جزر المحيط الهادئ و1.08% من الأعراق الأخرى و2.94% من عرقين مختلطين أو أكثر و4.51% من الهسبانيون أو اللاتينيون من أي عرق.
بلغ عدد الأسر 5,084 أسرة كانت نسبة 53.7% منها لديها أطفال تحت سن الثامنة عشر تعيش معهم، وبلغت نسبة الأزواج القاطنين مع بعضهم البعض 72.8% من أصل المجموع الكلي للأسر، ونسبة 9.6% من الأسر كان لديها معيلات من الإناث دون وجود شريك،  بينما كانت نسبة 2.7% من الأسر لديها معيلون من الذكور دون وجود شريكة وكانت نسبة 14.9% من غير العائلات. تألفت نسبة 11% من أصل جميع الأسر من عدة أفراد يعيشون في نفس المنزل ونسبة 1.4% كانت تتألف من شخص يعيش بمفرده يبلغ من العمر 65 عاماً أو أكثر. وبلغ متوسط حجم الأسرة المعيشية 3.09، أما متوسط حجم العائلات فبلغ 3.35.
بلغ العمر الوسطي للسكان 34.0 عاماً. وكانت نسبة 32.4% من القاطنين تحت سن الثامنة عشر، وكانت نسبة 6.9% بين الثامنة عشر والرابعة والعشرين عاماً، ونسبة 32.2% كانت واقعةً في الفئة العمرية ما بين الخامسة والعشرين والرابعة والأربعين عاماً، ونسبة 25.2% كانت ما بين الخامسة والأربعين والرابعة والستين، ونسبة 3.4% كانت ضمن فئة الخامسة والستين عاماً فما فوق. يوجد لكل 100 أنثى 96.9 ذكر، ويوجد لكل 100 أنثى في الثامنة عشر من عمرها فما فوق 92.7 ذكر.
بلغ متوسط دخل الأسرة في المنطقة السكنية 90,160 دولارًا، أما متوسط دخل العائلة فبلغ 93,251 دولارًا. وكان متوسط دخل الذكور 60,716 دولارًا مقابل 39,879 دولارًا للإناث. وسجل دخل الفرد الخاص بالمنطقة السكنية 30,717 دولارًا. وكانت نسبة 2.3% من العائلات ونسبة 2.8% من السكان تحت خط الفقر، وكان من هؤلاء نسبة 3.8% تحت سن الثامنة عشر ونسبة 7.7% في الخامسة والستين من العمر وما فوق.

### تعداد عام 2010
بلغ عدد سكان مونتكلاير 19,570 نسمة بحسب تعداد عام 2010، وبلغ عدد الأسر 6,688 أسرة وعدد العائلات 5,467 عائلة مقيمة في المنطقة السكنية. في حين سجلت الكثافة السكانية 1,223.1 نسمة لكل كيلومتر مربع (3,167.8/ميل2). وبلغ عدد الوحدات السكنية 6,831 وحدة بمتوسط كثافة قدره 426.9 لكل كيلومتر مربع (1,105.7/ميل2).
وتوزع التركيب العرقي للمنطقة السكنية بنسبة 67.88% من البيض و18.37% من الأمريكيين الأفارقة و0.63% من الأمريكيين الأصليين و5.45% من الأمريكيين ذوي الأصول الآسيوية و0.24% من سكان جزر المحيط الهادئ و2.64% من الأعراق الأخرى و4.78% من عرقين مختلطين أو أكثر و9.91% من الهسبانيون أو اللاتينيون من أي عرق.
بلغ عدد الأسر 6,688 أسرة كانت نسبة 41.5% منها لديها أطفال تحت سن الثامنة عشر تعيش معهم، وبلغت نسبة الأزواج القاطنين مع بعضهم البعض 68.1% من أصل المجموع الكلي للأسر، ونسبة 10.2% من الأسر كان لديها معيلات من الإناث دون وجود شريك،  بينما كانت نسبة 3.5% من الأسر لديها معيلون من الذكور دون وجود شريكة وكانت نسبة 18.3% من غير العائلات. تألفت نسبة 14.7% من أصل جميع الأسر من عدة أفراد يعيشون في نفس المنزل ونسبة 4% كانت تتألف من شخص يعيش بمفرده يبلغ من العمر 65 عاماً أو أكثر. وبلغ متوسط حجم الأسرة المعيشية 2.93، أما متوسط حجم العائلات فبلغ 3.23.
بلغ العمر الوسطي للسكان 38.8 عاماً. وكانت نسبة 27% من القاطنين تحت سن الثامنة عشر، وكانت نسبة 7% بين الثامنة عشر والرابعة والعشرين عاماً، ونسبة 25.6% كانت واقعةً في الفئة العمرية ما بين الخامسة والعشرين والرابعة والأربعين عاماً، ونسبة 31.1% كانت ما بين الخامسة والأربعين والرابعة والستين، ونسبة 9.3% كانت ضمن فئة الخامسة والستين عاماً فما فوق. وتوزع التركيب الجنسي للسكان بنسبة 48.7% ذكور و51.3% إناث.